# De Jonge Belgische Schilderkunst
De Jonge Belgische Schilderkunst (La Jeune Peinture belge) was een groep van jonge Belgische schilders, opgericht in 1945. 
De belangrijkste vertegenwoordigers waren Pierre Alechinsky, Gaston Bertrand, Anne Bonnet, Jan Cox, Jules Lismonde, Marc Mendelson en Louis Van Lint. Van een collectieve stijl is geen sprake. Hun stijl varieert van postexpressionisme tot diverse vormen van abstracte kunst, van lyrische abstractie tot geometrische abstractie. De groep had een weerklank in binnen- en buitenland. 
In 1950 heeft deze groep de tweejaarlijkse Prijs Jonge Belgische Schilderkunst ingesteld.